# Черненко Петро Степанович
Петро́ Степа́нович Черне́нко (18 листопада 1918 — 27 травня 1993) — радянський офіцер, Герой Радянського Союзу (1945).

## Життєпис
Народився 1918 року в селі Русаки (сучасний Іванківський район, Київська область) у селянській родині. Українець. Освіта неповна середня. Працював завідувачем клубу.
У 1939 році призваний до РСЧА. В 1941 році закінчив Ризьке військове піхотне училище.
На фронтах німецько-радянської війни з червня 1941 року. Ще будучи курсантом училища, брав участь у боях за Ригу, гасив пожежі від бомбардувань. 23 червня курсантів перемістили в район Даугавпілс — Шауляй — для боротьби з парашутистами й диверсантами. Пізніше парашутисти перетнули рух по шосе від Ауце до Лієпаї, курсанти воювали з ними. Після відступу від Риги училище евакуювали в Стерлітамак; після проходження пришвидшених курсів у званні лейтенанта направлений до регулярної армії.
У квітні 1945 року рота 142-го стрілецького полку (5-та стрілецька дивізія 3-ї армії 3-го Білоруського фронту) під керівництвом капітана Черненка здійснила прорив добре укріпленої оборони противника поблизу міста Гайлігенбайль (нині Мамоново) на 6 кілометрів, та вийшла в тил. У бою було ліквідовано до 120 солдатів противника, та ще 162 було взято в полон. Нанісши противнику вагових втрат у живій силі і техніці його рота вийшла першою до Балтійського берега.
Після війни служив у Радянській армії.
У 1950 році майор П. С. Черненко вийшов у відставку за станом здоров'я. Проживав у Іванкові, де й помер 1993 року.

## Нагороди та вшанування
19 квітня 1945 року П. С. Черненку присвоєно звання Героя Радянського Союзу.
Також нагороджений:
- орденом Леніна
- орденом Олександра Невського
- орденом Вітчизняної війни І ступеня
- орденом Червоної Зірки
- медалями

В Іванкові встановлено пам'ятник Петрові Черненку.